# Benzaldeído
O benzaldeído ou aldeído  benzoico (fórmula C6H5-CHO) é um composto orgânico formado por um anel de benzeno com um grupo aldeído. Existe nas amêndoas, e portanto é usado como sabor artificial em alimentos. Além de ser usado como um aromatizante e flavorizante em alimentos, é também usado em perfumes, na indústria dos corantes e possui uso farmacológico. Na verdade, benzaldeído é o principal componente do óleo de amêndoas amargas e pode ser extraído de uma série de outras fontes naturais. Apresenta-se como um líquido incolor, algo viscoso e com alto índice de refração. Na presença de oxigênio oxida-se lentamente a ácido benzoico.

## Produção
Benzaldeído pode ser obtido por vários processos. Na década de 1980, 18 milhões de kg foram produzidos anualmente no Japão, Europa e América do Norte, a um nível que pode ser assumido como contínuo. Atualmente cloração na fase líquida e oxidação de tolueno são as principais rotas. Inúmeros outros métodos têm sido desenvolvidos, como a oxidação parcial do álcool benzílico, hidrólise alcalina de cloreto de benzal e a carbonilação de benzeno.
Benzaldeído pode ser sintetizado a partir de cinamaldeído obtido a partir do óleo de canela por refluxo em soluções aquosa/alcoólicas entre 90°C e 150°C, com uma base (mais comumente carbonato ou bicarbonato de sódio) de 5 até 80 horas, seguida de destilação do benzaldeído formado. Esta reação também produz acetaldeído.

## Questões de segurança
Alguns dos contaminantes do benzaldeído, como muitos compostos aromáticos, podem ser carcinógenos.

## Derivados
Estuda-se a biotransformação do benzaldeído por Saccharomyces cerevisiae produzindo álcool benzílico, PAC (fenilacetilcarbinol) e PAC-diol e por Torulaspora delbrueckii a L-PAC, em conversão a efedrina por ação de radiação de microondas e na presença de beta-ciclodextrina.